# Aragvi

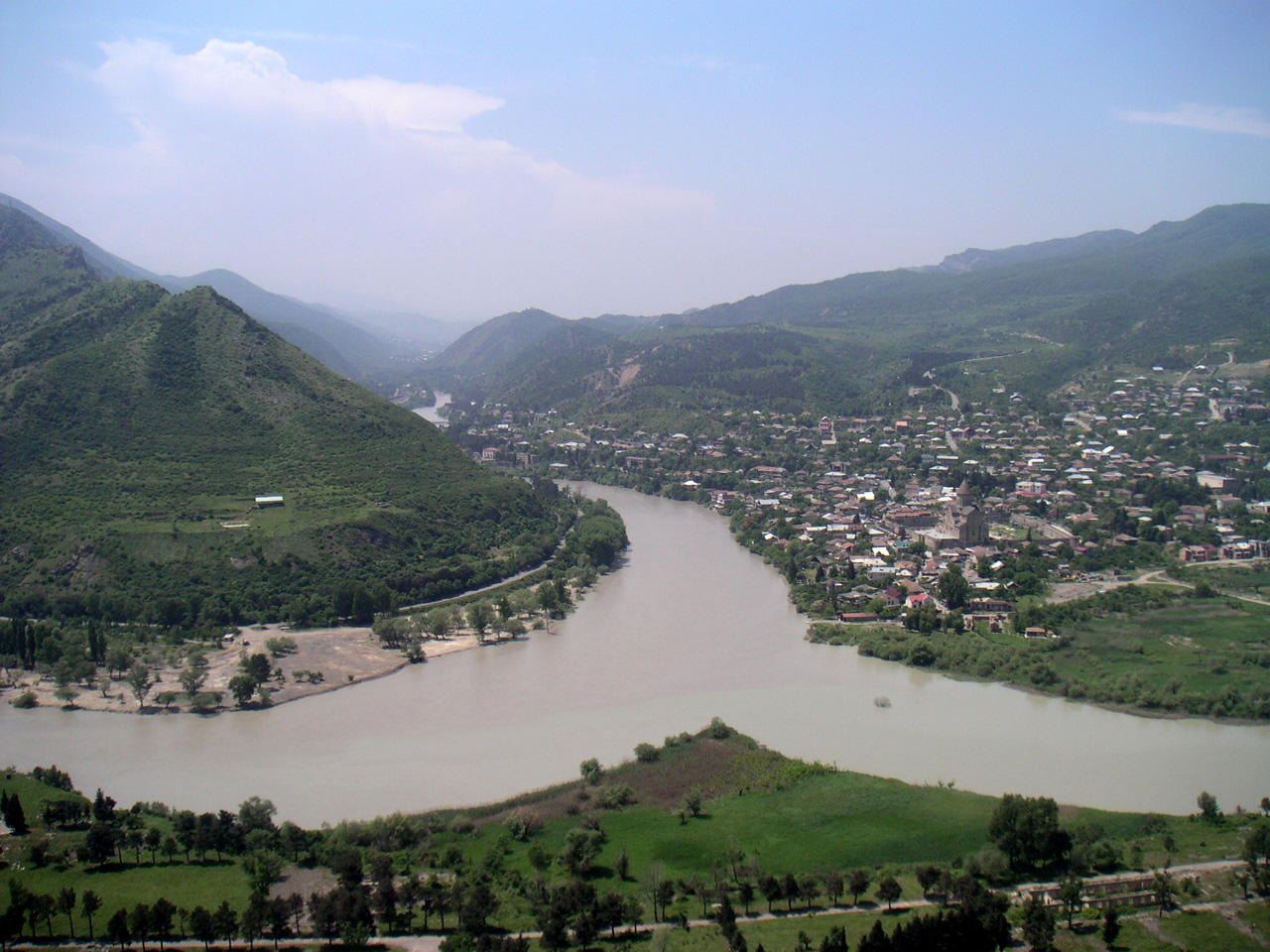
Az Aragvi és a Mtkvari találkozása Mckhetánál

Az Aragvi folyó Grúziában. Medencéje a Kaukázus déli lábánál helyezkedik el. A folyó hossza 112 kilométer, vízgyűjtő területe 2724 km². 
Az Aragvin 1986-ban épült vízerőmű Grúzia áramellátásának jelentős részét biztosítja. Építésekor hozták létre a Zsinvali víztározót. A víztározó közelében, a gát felett található Ananuri vára a Fogantatás templommal.
Az Aragvi néhány kilométerrel a gát alatt, Mcketánál találkozik a Mtkvari folyóval.  

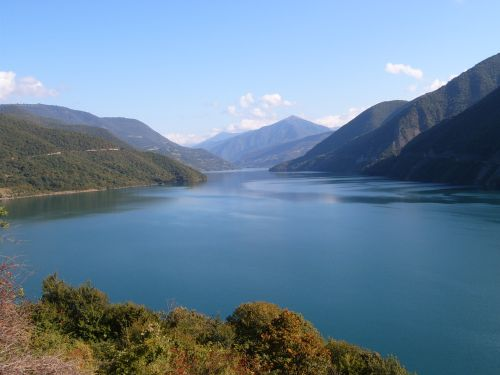
A Zsinvali-víztározó
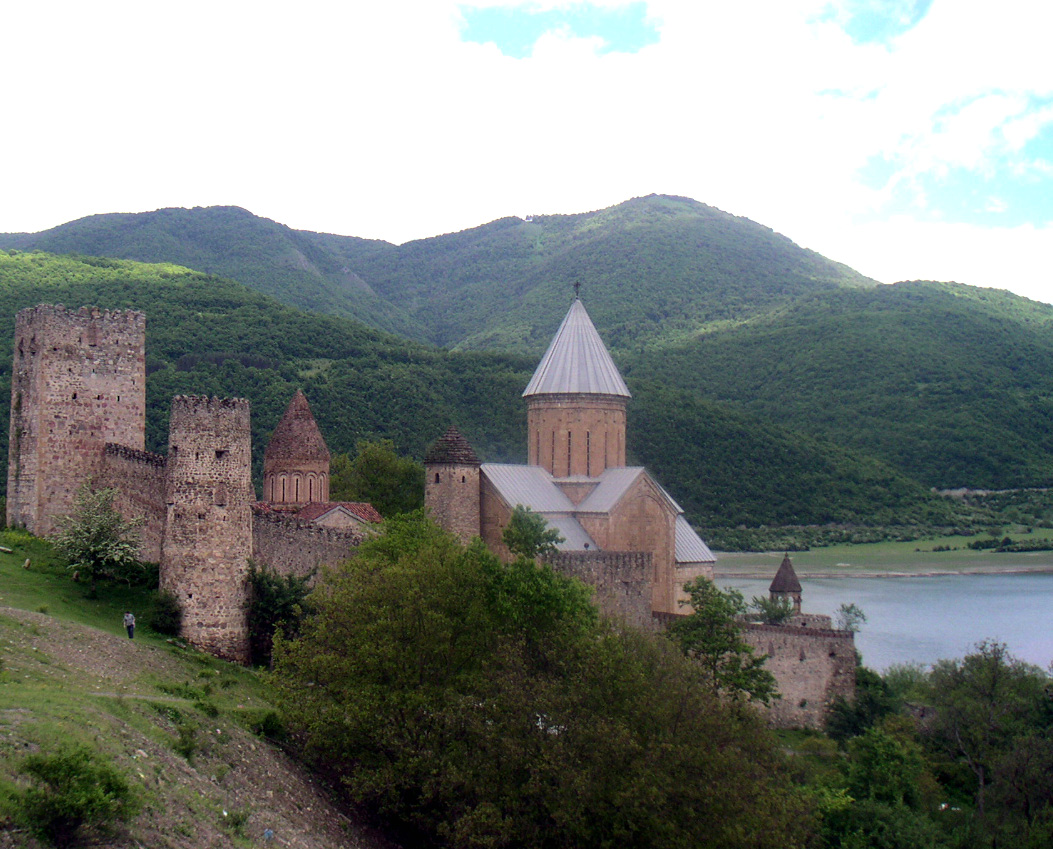
Az Ananuri-kastély
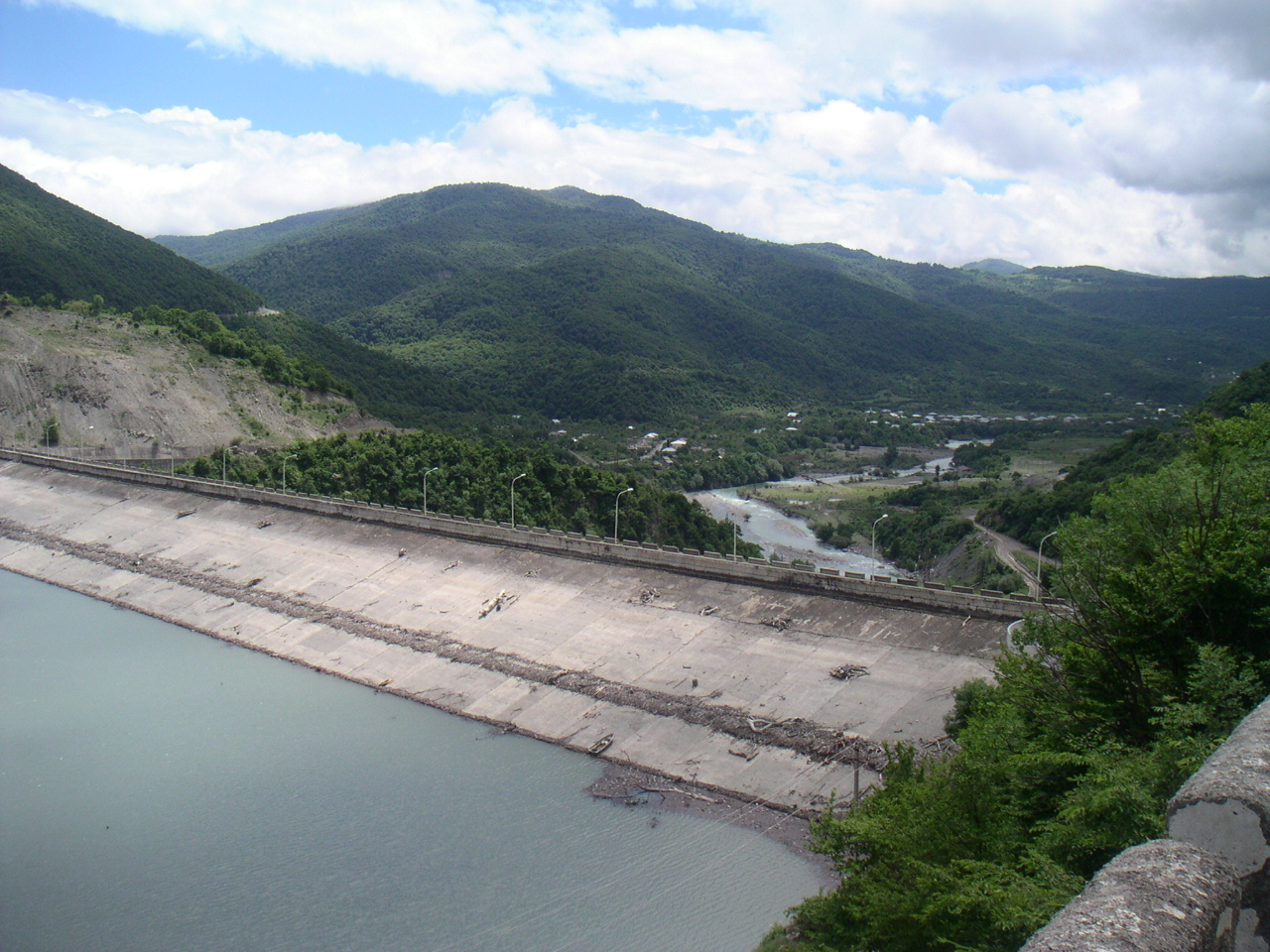
Vízierőmű és duzzasztógát az Aragvin